# Kadzsijama Jóhei
Kadzsijama Jóhei (Tokió, 1985. szeptember 24. –) japán válogatott labdarúgó.

## Nemzeti válogatott
A japán U23-as válogatott tagjaként részt vett a 2008. évi nyári olimpiai játékokon.